# Awatobi
Awatobi /high place of the bow; Bow people/, pueblo Hopija u sjeveroistočnoj Arizoni, jedno od izvornih sela provincije Tusayan. Prvi ga otkrivaju 1540. konkvistadori García López de Cárdenas i Pedro de Tobar, a nakon njih Espejo (1583) i Oñate (1598). Francisco de Porras kojeg su Hopiji 1633 otrovali u Walpiju, godine 1629. utemeljio je u Awatobiju franjevačku misiju. Awatobi je u vrijeme Pueblo ustanka (1680) imao oko 800 duša, a većina stanovnika pripadala je fratriji Piba ili Duhanskoj fratriji, sastavljenom od klanova Piba i Chongyo (Pipe). Pokrštavanje Indijanaca nastavlja se i nakon Pueblo ustanka. Otac Garaycoechea 1700. posjećuje Awatobi i pokrštava 73 domoroca. Kako je Awatobi počeo glasit kao plodno tlo za širenje kršćanstva ostali Hopiji iz drugih puebala, Walpi i Mishongnovi, napali su noću 1700. na Awatobi, poubijali sve muškarce, a žene i djecu odveli sa sobom u druge pueble. Awatobi više nikada nije obnovljen. 

## Vanjske poveznice
- Indian Pueblos  Arhivirana inačica izvorne stranice od 7. ožujka 2008. (Wayback Machine)